# 铁岭地区
铁岭地区，辽宁省已撤消的地区。1970年由铁岭专区改置。在今辽宁省北部。
辖铁岭、开原、西丰、昌图、康平、法库等县。行政公署驻铁岭县（今市）。1979年设铁岭市（县级），1981年设铁法市（县级）。1984年撤销，辖区并入铁岭市（地级）。铁岭地区曾经发生过柴河沿战役